# Frizellia gentilia
Genre
Espèce
Frizellia gentilia, unique représentant du genre Frizellia, est une espèce d'opilions laniatores de la famille des Cosmetidae.

## Distribution
Cette espèce est endémique de la région de Piura au Pérou. Elle se rencontre vers Ayabaca.

## Description
La femelle holotype mesure 5 mm.

## Étymologie
Ce genre est nommé en l'honneur de Harriet Idola Exline Frizzell.

## Publication originale
- Mello-Leitão, 1941 : « Notes on Peruvian harvest-spiders. » Anais da Academia Brasileira de Ciências, vol. 13, p. 319–322.